# Щитник сірий
Щитник сірий (Elasmucha grisea) — вид клопів з родини акантосомових (Acanthosomatidae).

## Поширення
Вид поширений в Європі, Туреччині, на Кавказі і Закавказзі, у Казахстані, Сибіру, Монголії та Китаї. Мешкає у помірних лісах, парках, лісосмугах та деревних насадженнях, де ростуть кормові рослини.

## Опис
Клоп завдовжки 8-12 мм. Забарвлення може мати різні кольори: типовий колір сірий, але є також екземпляри з червонувато-коричневим і коричнево-зеленим тілом. Верхня частина вкрита численними темними крапками, тоді як у нижній частині темнішими є лише трахеї. Восени тіло темніє і має тенденцію до червоно-коричневого кольору. Бічні краї задньої частини тіла іноді світліші. E. grisea виглядає дуже схожим на Elasmucha fieberi, який, однак, має темніші та помітніші точки у нижній частині тіла.

## Спосіб життя
Це комахи-фітофаги, які живляться листям і квітами берези та вільхи.
Самиця відкладає 30-50 яєць на нижній стороні листа і залишається біля яєць, захищаючи їх від нападів хижаків, поки вони не вилупляться, що зазвичай відбувається через 10-15 днів. Самиця продовжує доглядати за молодими личинками протягом кількох тижнів, що є відносно рідкісною поведінкою у світі комах (але типовою для кількох видів акантосомових клопів). Щоб захистити яйця від потенційних хижаків (мурашок, павуків, жуків та інших комах), клоп використовує різні прийоми: у більшості випадків самиця просто стає між своїми личинками та потенційною загрозою. Коли цього недостатньо, вона приймає агресивнішу позицію, розкриваючи та махаючи крилами, і, зрештою, випускає шкідливу рідину, здатну паралізувати нападника. Невдовзі після вилуплення молоді личинки вперше линяють і набувають зелено-чорного кольору . На цій стадії німфи продовжують рухатися групами і можуть викидати шкідливу рідину в разі нападу. Рідина діє як феромон і закликає матір до небезпечного місця; його також використовують як запаховий слід, щоб скеровувати колонії німф у переході від однієї частини рослини-господаря до іншої.